# Stazione di Ōmori (Tokyo)
La Stazione di Ōmori (大森駅?, Ōmori-eki) è una stazione ferroviaria giapponese, si trova a Tokyo, nel quartiere di Ōta.

## Linee e binari
- East Japan Railway Company
  - Linea Keihin-Tōhoku

| Bin. | Linea                 | Destinazione                      |
| ---- | --------------------- | --------------------------------- |
| 1    | ■ Linea Keihin-Tōhoku | Kamata・Kawasaki・Yokohama・Ōfuna |
| 2    | ■ Linea Keihin-Tōhoku | Shinagawa・Tokyo・Ueno・Ōmiya     |